# Polychrysia sachaliensis
Polychrysia sachaliensis är en fjärilsart som beskrevs av Matsumura 1925. Polychrysia sachaliensis ingår i släktet Polychrysia och familjen nattflyn. Inga underarter finns listade i Catalogue of Life.